# 化身博士 (1887年剧作)
《化身博士》（英語：Dr. Jekyll and Mr. Hyde）是托马斯·罗素·沙利文与演员理查德·曼斯菲尔德联合创作的1887年四幕舞台剧，根据苏格兰作家羅伯特·路易斯·史蒂文森1886年的同名中篇小说改编。剧作讲述伦敦声望卓著的亨利·杰基尔博士与凶残罪犯爱德华·海德纠缠不清，海德杀害杰基尔的准岳父，医生和友人发现此人就是杰基尔。原来他服下自行研发的神秘药水后会变身海德，再次服用就能变回。药水用完后他依然化身海德无法变回，最后在被捕前自尽。
曼斯菲尔德看过史蒂文森的原著，对分饰两角的机遇很感兴趣。他取得把小说改编成舞台剧并在英美两国上演的版权，剧本请沙利文执笔。剧作1887年5月在波士顿首演，经过修改同年九月起在百老汇演出。评论家称赞曼斯菲尔德分饰两角表现不俗，剧作在纽约及巡回演出期间都很叫座，伦敦向曼斯菲尔德发来邀请。1888年8月，剧作于首起開膛手傑克谋杀案发生前不久在伦敦开演，新闻报道将案情与剧中情节对比，暗示男主角有作案嫌疑。伦敦版引起媒体大量关注，但票房不佳导致亏损。曼斯菲尔德操持公司继续在美国巡演，直到1907年去世前不久。
沙利文的改编对原著情节不无调整。如为杰基尔新增未婚妻，加大杰基尔与海德的德行对比。后来的大量改编作品采纳上述变更。剧作衍生众多电影，如1912年卢修斯·亨德森版、1920年约翰·罗伯逊版、1931年鲁本·马莫利安版，其中1931年版为弗雷德里克·馬區赢得奥斯卡最佳男主角奖，1941年又经维克托·弗莱明重拍。

## 剧情

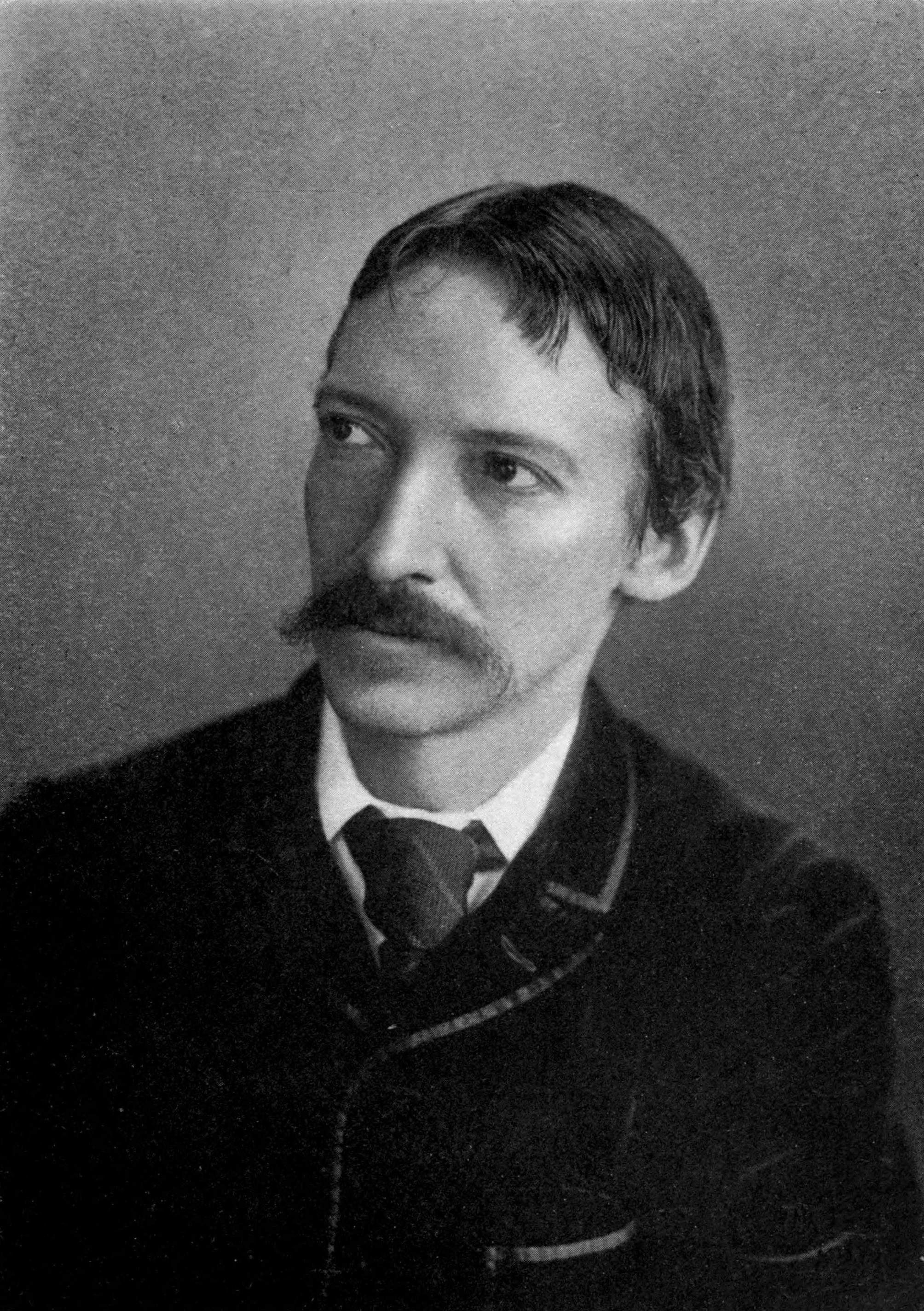
剧作根据羅伯特·路易斯·史蒂文森（图）的中篇小说改编

第一幕：律师加布里埃尔·厄特森、丹佛斯·卡鲁爵士之女艾格尼丝、拉尼恩医生夫妇等友人在卡鲁爵士家里聚会。拉尼恩医生表示艾格尼丝的未婚夫亨利·杰基尔博士过一会儿才能赶到，然后说起近期听来的传闻，称某名叫海德的男子在街头撞伤孩童。厄特森听后心中不安，因为杰基尔不久前立下遗嘱，把遗产交给某神秘友人爱德华·海德。杰基尔赶到后厄特森问起，但博士不打算更改遗嘱。
杰基尔向艾格尼丝自承犯下大错，但不愿说明具体情况，要求解除婚约。艾格尼丝无法接受，向杰基尔表达爱意。他也不想就此离开未婚妻，表示希望她能帮他自我控制后离开。卡鲁爵士回到家，和女儿谈起印度门格洛尔的经历。海德突然闯入，艾格尼丝听从父亲要求离开，两男争斗起来，海德勒死卡鲁爵士。
第二幕：怕因谋杀被捕的海德拿钱给房东丽贝卡夫人，要求有人来访就说他不在。蘇格蘭場纽康姆警督拿出更多的钱给丽贝卡，后者同意交出海德。海德逃到杰基尔的实验室，遇到在此等候博士想质问遗嘱内容的厄特森，海德又在冲撞厄特森后离开。尾随而至的丽贝卡告诉厄特森，海德是杀害卡鲁爵士的凶手。剧作原版第二幕在杰基尔返回实验室时结束，但首演后剧本修改，在第二幕结束前新增杰基尔回家，友人认为他在保护海德的情节。艾格尼丝在父亲遇害前看过海德的模样，要求杰基尔一起向警方描述嫌犯特征，遭拒后颇感苦恼。
第三幕：杰基尔的佣人普尔把粉末、液体连同杰基尔的指示交给拉尼恩医生，称如有人要求就把粉末和液体交给他。拉尼恩等待期间把情况告知纽康姆、丽贝卡、艾格尼丝、拉尼恩夫人。其他人离开后海德来取粉末和液体，在和拉尼恩争执后把两者混起来饮下，马上就变成杰基尔。
第四幕：杰基尔情况很不稳定，不用药水也会变成海德，但仍需药水才能变回原样。药水用完后，他在拉尼恩医生的帮助下仍无法找准配方。杰基尔请拉尼恩去找艾格尼丝，但拉尼恩还没回来他就变成海德。厄特森与纽康姆赶来逮捕海德，对无法变回杰基尔深感绝望的海德服毒自尽。

## 演员和角色
剧作在波士顿博物馆剧院、百老汇麦迪逊广场剧院、伦敦西区蘭心劇院演出的演员表如下：

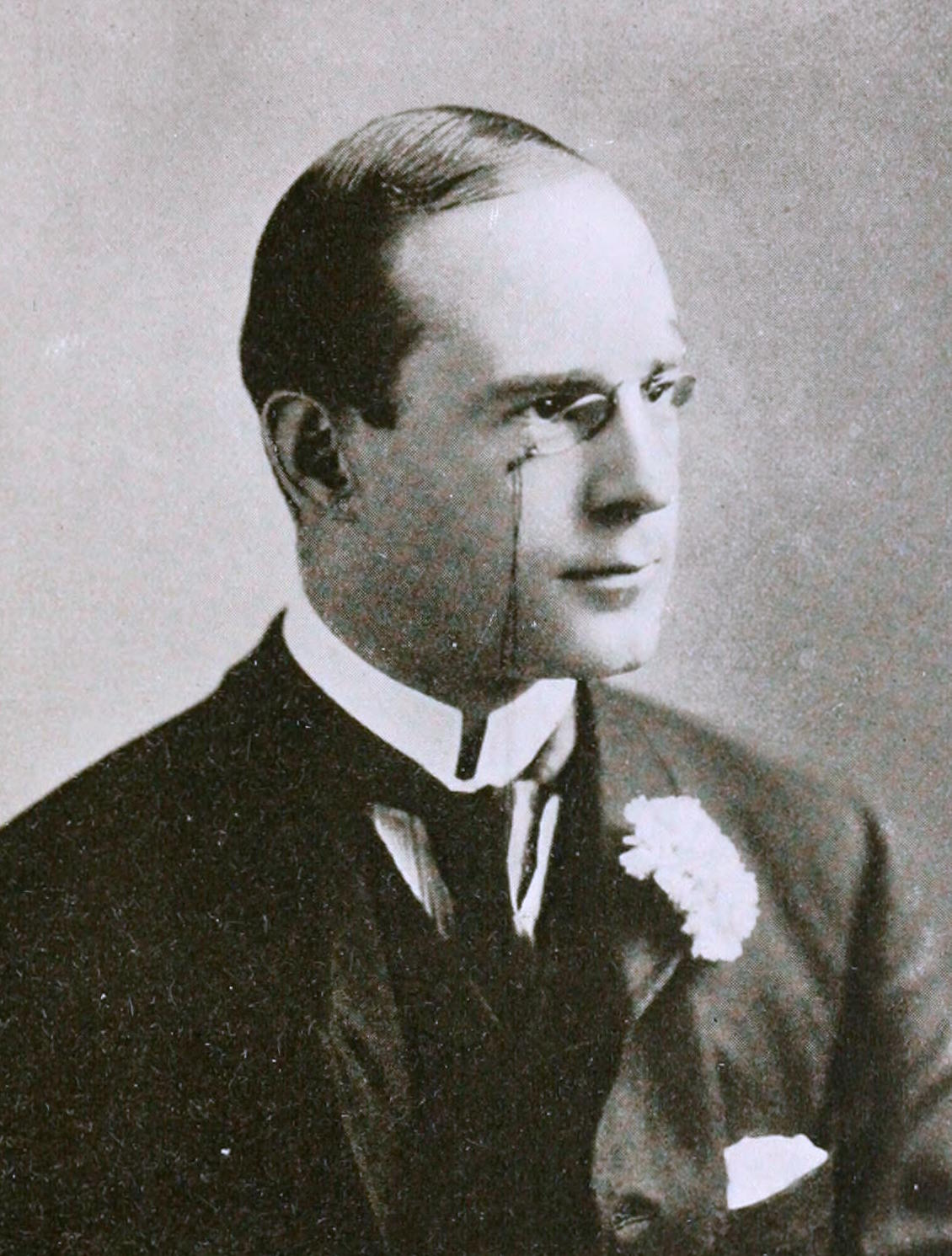
理查德·曼斯菲尔德（图）制作并主演本剧

| 人物                 | 波士顿版          | 百老汇版          | 西区版            |
| -------------------- | ----------------- | ----------------- | ----------------- |
| 杰基尔博士、海德先生 | 理查德·曼斯菲尔德 | 理查德·曼斯菲尔德 | 理查德·曼斯菲尔德 |
| 丹佛斯·卡鲁爵士      | 博伊德·普特南     | 布拉德利          | 霍兰德先生        |
| 拉尼恩医生           | 阿尔弗雷德·哈德森 | 丹尼尔·哈金斯     | 丹尼尔·哈金斯     |
| 加布里埃尔·厄特森    | 弗雷泽·库尔特     | 约翰·沙利文       | 约翰·沙利文       |
| 普尔                 | 詹姆斯·伯罗斯     | 哈里·格温内特     | 伯罗斯            |
| 纽康姆警督           | 阿瑟·福克兰       | 埃尔德里奇        | 康普顿            |
| 贾维斯               | 小阿普尔比        | 托马斯·古德温     | 薇薇安            |
| 拉尼恩夫人           | 凯特·瑞恩         | 凯瑟琳·罗杰斯     | 丹尼尔·哈金斯夫人 |
| 艾格尼丝·卡鲁        | 伊莎贝尔·艾夫森   | 比阿特丽斯·卡梅伦 | 比阿特丽斯·卡梅伦 |
| 丽贝卡·摩尔          | 艾玛·谢里丹       | 海伦·格利登       | 艾玛·谢里丹       |

## 历史

### 背景与改编

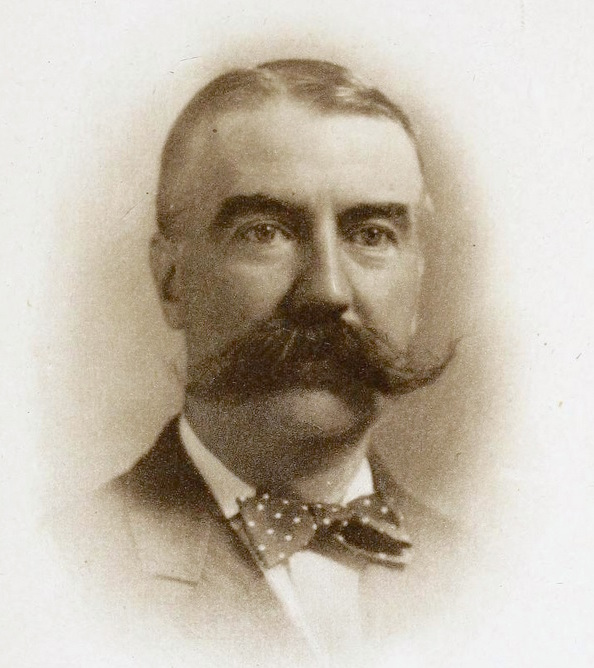
托马斯·罗素·沙利文1887年创作本剧

1885年，苏格兰作家羅伯特·路易斯·史蒂文森在英格兰南岸的伯恩茅斯完成中篇小说《化身博士》。小说次年一月经朗文出版社和斯克里布纳之子公司分别在英美两国出版，美国此时对英国率先出版的作品缺乏版权保护以致盗版横行。1887年初，理查德·曼斯菲尔德看过史蒂文森的原著后立马打算改编成舞台剧，他一直在找机遇，希望在出生和生活的英美两国成就严肃演员名声。他曾在纽约版轻歌剧《瑞普·范·温克尔》分饰父子两角，希望有机会分饰杰基尔与海德。
美国版权法没有要求改编英国出版作品需获授权，但曼斯菲尔德还是取得英美两国的舞台剧改编版权。剧作计划在波士顿演出，他邀请当地友人托马斯·罗素·沙利文编写剧本。沙利文在波士顿李与希金森投资银行工作，以往仅在工作闲瑕写作。他对原著能否改写成好剧本没什么把握，但同意与曼斯菲尔德携手，而且赶在其他未授权版本面世前写完。

### 美国第一版

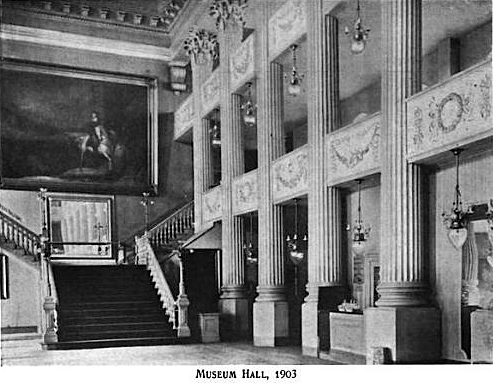
1887年5月9日，剧作在波士顿博物馆（图）首演

剧作经过两周多排練就于1887年5月9日在波士顿博物馆首演，是史蒂文森原著的首版美国改编，5月14日作品停演改写剧本。同年9月12日，阿尔伯特·马什曼·帕尔默制作的新版在百老汇麦迪逊广场剧院开演，沙利文邀请同年夏季迁居美国的史蒂文森，史蒂文森因病未出席，夫人和母亲代他前来向沙利文道贺。麦迪逊广场剧院版10月1日停演，曼斯菲尔德率旗下公司开始全国巡演，第一站是費城栗树街剧院，随后巡回十多个城市，其间多次返回波士顿或纽约演出。1888年6月29日，《化身博士》返回麦迪逊广场剧场完成季终日场演出。
1888年3月，曼斯菲尔德的公司尚在巡演，丹尼尔·班德曼编排的同名改编剧作在尼布罗花园剧院上演。3月12日的首演不幸遇到1888年暴风雪，仅五人前去观看，沙利文也在其中，想看竞争对手的表现。史蒂文森得知后致信《纽约太阳报》，指出只有向他支付版稅的曼斯菲尔德改编版取得授权。

### 1888年伦敦版
英格兰演员亨利·欧文在纽约看到演出后邀请曼斯菲尔德把剧作带到伦敦，欧文在伦敦西区经营蘭心劇院。节目原计划1888年8月首演，曼斯菲尔德获知班德曼的竞争作品会在八月上演，于是连忙要求度假的公司职员返回。

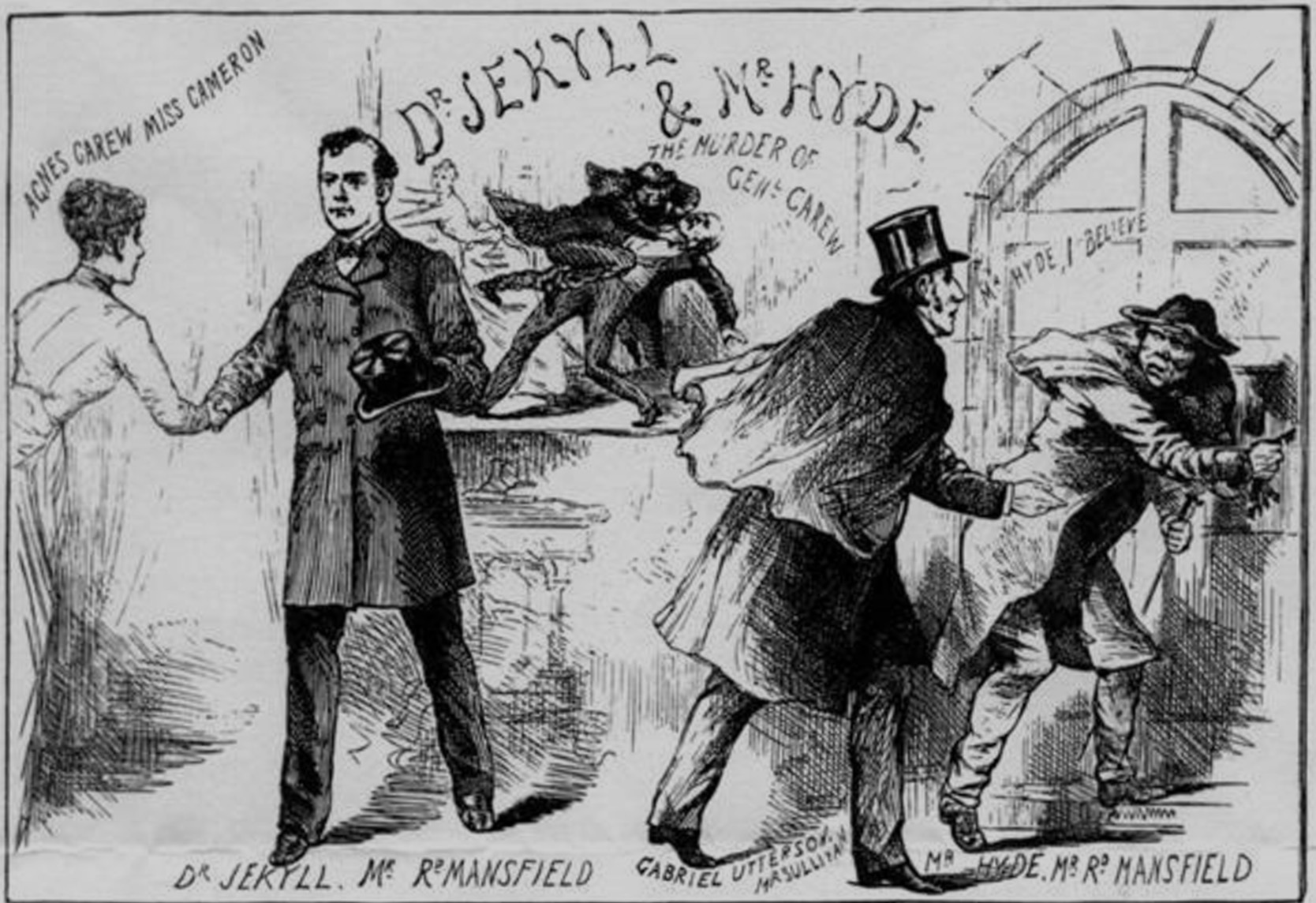
《便士画报》刊登的兰心剧院版场景图

曼斯菲尔德与欧文和史蒂文森的出版商朗文合作，阻止班德曼及其他竞争对手的剧目上演。原著小说在英国受版权保护，朗文把未授权的版本告上法庭，有效制止威廉·豪威尔·普尔版在克羅伊登皇家剧院上演。当天弗雷德·赖特旗下公司改编版在梅瑟蒂德菲尔帕克剧院开演，但仅一场就停演。班德曼从8月6日起预订康米克歌剧院，但希望提前开演。欧文为此订下歌剧院给曼斯菲尔德彩排，曼斯菲尔德版《化身博士》8月4日在兰心剧院开演。班德曼版8月6日上演，但仅坚持两场就因朗文出版社起诉停演。
欧文前去观看曼斯菲尔德版彩排，但首演当天不在伦敦。曼斯菲尔德与欧文的舞台经理洛夫乔伊、表演经理布莱姆·斯托克（后以恐怖小说《德古拉》闻名）编排演出。他对洛夫乔伊的舞台工作人员表现不满意，向戏剧评论家友人威廉·温特表示他们动作太慢而且总是争执不休。兰心剧院颇富盛名，演出剧目和经验非常丰富，所以温特觉得可能是工作人员对曼斯菲尔德不满。不论是因为什么原因，曼斯菲尔德这段时间都逐渐对欧文形成敌意。
兰心版《化身博士》计划9月29日停演，曼斯菲尔德此后参与其他项目。他本计划十月开始制作《莱斯比亚》和《巴黎人罗曼史》，但不久就变更计划，在10月10至20日加演《化身博士》。

### 白教堂血案
兰心剧院开演《化身博士》三天后（1888年8月7日），有人发现玛莎·塔布拉姆在伦敦白教堂社区被刀捅死，8月31日当地又发现玛丽·安·尼科尔斯肢解的尸体。媒体把两人遇害及其他白教堂血案联系起来，在伦敦引起轩然大波。公众和警方怀疑至少部分凶案是一人所为，史称開膛手傑克。媒体报导将身份不明的凶手同杰基尔、海德对比，白天名望卓著，晚上四处害人。10月5日倫敦市警察收到检举信，宣称曼斯菲尔德有作案嫌疑。作者自称看过《化身博士》演出，觉得曼斯菲尔德可以轻易伪装后杀人且不被发现。
为消除公众忧虑，曼斯菲尔德打算在伦敦慈善演出喜剧《卡尔亲王》，但斯托克担心评论家会视此举为讨好公众的手段。媒体报导认为曼斯菲尔德是因白教堂血案中断《化身博士》演出，但经济因素很可能影响更大。连串命案、曼斯菲尔德与班德曼之争为剧作引来媒体强烈关注，但实际上座率很一般，演出持续亏损。曼斯菲尔德在兰心剧院的租约12月1日到期，他带旗下人员离开伦敦在英格兰巡演。他们同月在利物浦、德比上演《化身博士》等剧目，还在部分城市表演其他剧作。

### 1888年后
演出亏本导致1889年6月曼斯菲尔德离开英国时负债累累，单欠欧文的就有2675英镑，但他觉得欧文在兰心剧院给予的支持不够，不想再付欠款。欧文诉诸法庭并赢得《化身博士》英国演出权，曼斯菲尔德再也没在英格兰演出。
《化身博士》是曼斯菲尔德旗下公司在美国的保留剧目，19世纪90年代至20世纪初反复上演。曼斯菲尔德继续扮演男主角，比阿特丽斯·卡梅伦一直诠释艾格尼丝，两人1892年完婚。进入晚年后他降低演出频次，而且变得疑神疑鬼，总怕剧中人变身时会出事。1907年3月21日，曼斯菲尔德的公司在纽约新阿姆斯特丹剧院最后一次上演《化身博士》 ，男主角不久后病倒，同年8月30日与世长辞。
本剧与曼斯菲尔德的表演关系密切，1916年回顾史蒂文森原著改编作品的文章指出，曼斯菲尔德去世后，沙利文版《化身博士》再也没有上演。欧文空有英国演出版权但从未编排本剧，他的儿子哈里·布罗德里布·欧文1910年把约瑟夫·威廉·科明斯·卡尔改编版搬上舞台。此时《化身博士》已有十余部改编作品面世，其中又以1897年卢埃拉·福尔波夫和乔治·费什改编版最出名，1904年以《化身博士或错误人生》之名上演。

## 戏剧分析

### 杰基尔与海德相互转变

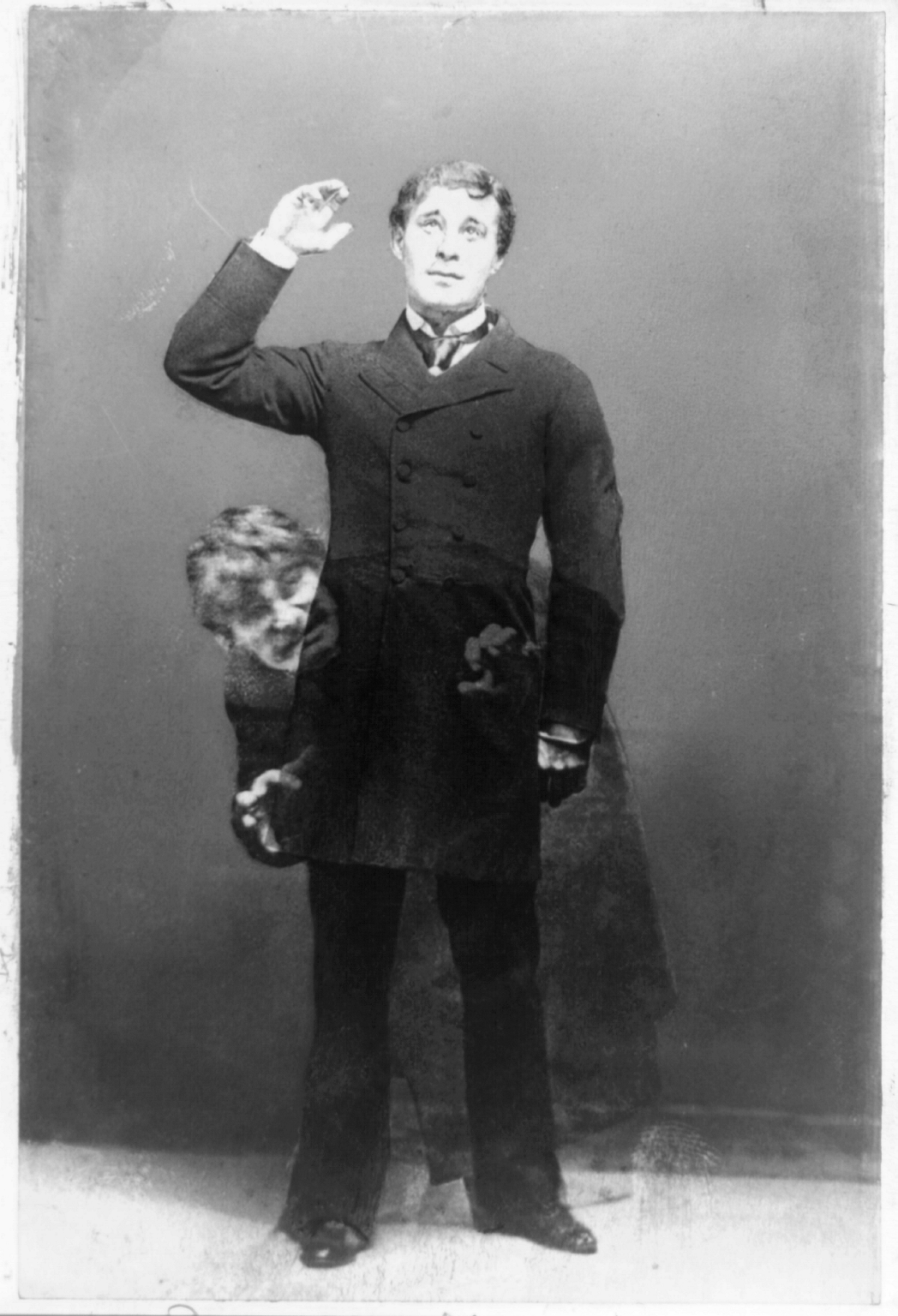
亨利·凡德維登采用双重曝光技术拍下曼斯菲尔德分饰两角的演出

曼斯菲尔德借助灯光变化和化妆确保人物在彩色滤镜下区别显著，但与他扭曲面部、变更姿势和体态相比这些都只是旁枝末节。饰演海德时他驮着背，面部狰狞、手像爪子般弯曲，用喉音说话，走路形态也同杰基尔完全不同。强烈的戏剧效果促使观众和新闻工作者纷纷猜测他是如何达成，各种推断包括充气橡胶假人说、化学手段说、假发里藏面具说等。
原著小说直到即将收尾才揭示杰基尔化身海德的身体变化，大部分改编剧作考虑观众已对大致情节烂熟于心，故很早就揭示变身过程。沙利文的版本面世时间尚早，观众依然对变身惊惧不已，故而直到第三幕才揭示。

### 与原著的不同

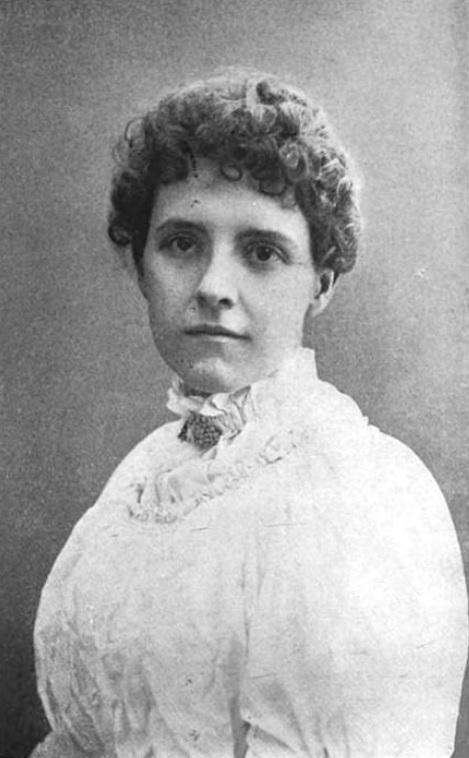
比阿特丽斯·卡梅伦（图）扮演的杰基尔博士未婚妻艾格尼丝·卡鲁为原著所无

沙利文改编版与史蒂文森原著有许多不同。史蒂文森采用多视角和环形叙事结构，开头留下的疑问能保留到结尾才解决，沙利文改编版采用直线叙事，情节按时间顺序展开。直线叙事和舞台动作令现实感更强，消除史蒂文森原著带给读者的不确定感 。情节直截了当、减少模棱两可的部分对舞台剧而言虽非必须，但沙利文的改编令剧情更容易得到观众认可，手法在当时的舞台通俗剧很常见。舞台传达的现实感还令沙利文抛弃原著科幻视角，史蒂文森用科学知识令观众对杰基尔与海德相互变身觉得合理，沙利文可以利用舞台效果达成同等目标。
与原著相比，剧中杰基尔和海德的对比更显著。沙利文笔下的海德坏得更纯粹，杰基尔又更传统。小说里的杰基尔不擅社交，几乎与世隔绝而且神经质，尝试药剂的动机模棱两可。改编版的杰基尔心理健康且积极参与社交，出于良好动机发明药剂，向拉尼恩宣称他的发现会“造福世界”。后来的改编作品更进一步，杰基尔高尚、虔诚、亦或投身慈善事业。与其他版本相比，曼斯菲尔德诠释的杰基尔不致像后人那样好得像教科书，在他看来，过于单纯地描绘人物对剧作戏剧品质不利。
史蒂文森的原著没有重要女角色，沙利文版对此改变很大。剧中女子（特别是杰基尔的未婚妻艾格尼丝）令杰基尔置身传统社会关系，按当时的标准更显“正常”。海德面对艾格尼丝时满脸色狼模样，对待房东太太非常粗鲁，他在本作及后世改编版对待妇女的态度引起评论界关注。原著与沙利文版没有明确说明海德的罪行，评论认为可能是性犯罪，进而认为性压抑是海德所做所为的重要诱因。不过，史蒂文森表示原著根本没有这种倾向。
学者认为小说中的男子代表父權社会，海德象征其中道德败坏的一面。还有文章声称书中男子身边没有女人，表明他们是潛在同性戀，海德还有同性恋行径。沙利文版增加女角色和异性恋情，所以上述解读完全说不通。

## 反响
《波士顿邮报》对本剧的波士顿博物馆原版青眼有加，“热烈祝贺”沙利文克服困难，基本完美地把史蒂文森原著改编成戏剧。评论家称赞曼斯菲尔德扮演的杰基尔与海德差异显著，有些认为他诠释的海德比杰基尔更出色。观众反响热烈，掌声经久不息，曼斯菲尔德多次谢幕。《剑桥论坛报》称，观众反响证明“本剧及其演出堪称天才之作”。
百老汇同样普受好评。《纽约时报》在麦迪逊广场剧院开演后发文称赞男主角演技出众，感谢他排除万难，把原著寓意搬上舞台。《纽约论坛报》指出剧作还面临少量技术问题，但曼斯菲尔德对杰基尔和海德的诠释实在了不起。《生活》杂志认可沙利文的改编，特别是为杰基尔增加恋人，同时赞扬曼斯菲尔德、卡梅伦、哈金斯的演出。
兰心剧院版反响不一，男主角的演出赢得好评但剧作整体评价不佳。《星期日泰晤士報》称赞曼斯菲尔德的演出和变身场面，但对杰基尔不以为然，剧作“令人烦闷和厌恶到极点”。《每日电讯报》声称史蒂文森的原著不适合搬上舞台，沙利文的改编也不怎么样，只是曼斯菲尔德及其下属的表现值得肯定。《周六评论报》批评剧本仅呈现原著里杰基尔的一方面，但认可曼斯菲尔德的演技，特别是变身桥段，只是还不足挽救剧作。《剧院》刊文称剧作不怎么样，但曼斯菲尔德的演出实在精彩。

## 影响

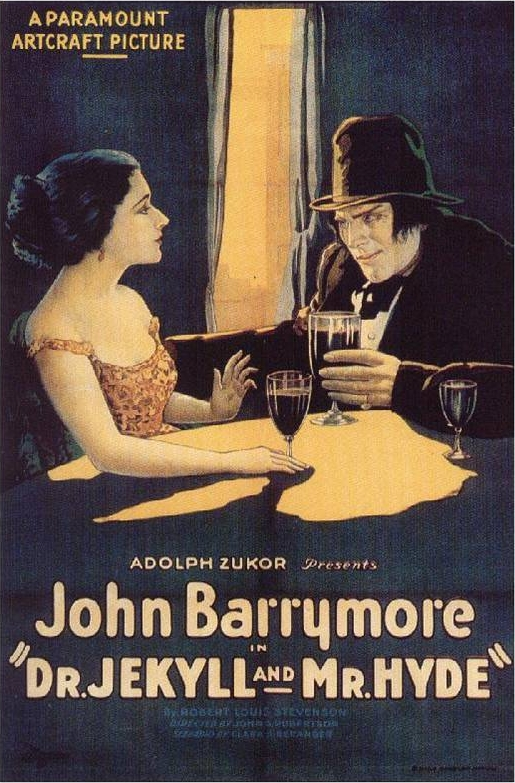
本剧衍生的1920年版改编电影，約翰·巴里摩领衔

《化身博士》是沙利文与曼斯菲尔德事业的里程碑。沙利文从银行辞职全职写作，写出三部剧作（都不成功），众多长篇小说，两卷短篇小说集，许多作品都有哥特小说特征。沙利文打算与曼斯菲尔德再度合作，制作羅馬皇帝尼禄题材剧作，但失败后两人渐行渐远。曼斯菲尔德本以喜剧出名，扮演杰基尔和海德确立他在严肃演出领域的地位。他的剧作制作一直很讲究，导致财政捉襟见肘，直到19世纪90年代中期才靠连串成功巡演和新剧实现财务稳定。

### 对后世改编作品的影响
沙利文版《化身博士》是史蒂文森原著最成功的早期改编作品，对后世改编版影响很大。许多版本同样简化叙事，增加女角色（大多有杰基尔的恋人），强调杰基尔与海德的道德对比。大部分版本继续由单人分饰杰基尔与海德两角，并让观众看到变身过程。与原著相比，大部分早期改编电影同沙利文版更相似。
卢修斯·亨德森执导的1912年同名电影由詹姆斯·克鲁兹主演，根据沙利文版改编，片长一卷。从字幕来看杰基尔和海德都是克鲁兹饰演，但出演杰基尔准岳父的哈里·本汉姆1963年自称在部分镜头扮演海德。
约翰·罗伯逊导演的1920年版由約翰·巴里摩分饰杰基尔与海德，玛莎·曼斯菲尔德扮演艾格尼丝。编剧克拉拉·贝兰杰依照沙利文版剧作安排杰基尔与卡鲁爵士的千金订婚，同时新增海德与意大利舞蹈演员（妮塔·纳尔迪饰）的恋情。此后许多改编作品根据该片先例为海德增加女伴。
鲁本·马莫利安导演并制片、派拉蒙影業发行的1931年版是第一部根据沙利文剧作改编的有声片。编剧萨莫尔·霍芬斯蒂安与珀西·希思沿用沙利文创作的大部分剧情，并像罗伯逊的1920年版一样为海德增加女伴。霍芬斯蒂安与希思获奥斯卡最佳原著改编奖提名，摄影师卡尔·斯特勒斯入围奥斯卡最佳摄影，诠释杰基尔与海德的弗雷德里克·馬區获封奥斯卡影帝。
维克托·弗莱明执导、史賓塞·屈賽领衔的1941年版由米高梅发行，是马莫利安1931年版的重拍，入围三项奥斯卡金像奖：最佳摄影（黑白片）（约瑟夫·拉滕伯格）、最佳剪辑（哈罗德·克雷斯）、最佳原创配乐（正剧类）（弗朗茨·沃克斯曼）。
电影史学家丹尼斯·米克尔指出，罗伯逊、马莫利安、弗莱明版都遵循沙利文版设定的模式：海德的邪恶离不开色欲，杰基尔与海德相互变身是全片重点。米克尔认为史蒂文森的原著叙事手法更高明，沙利文的改编属于退步。后世改编版与沙利文版和早期电影大相径庭，有些回归原著，有些从早期版本衍生新视角。

## 脚注
1. ↑  Danahay & Chisholm 2011，loc 12518.
2. ↑  Winter 1910b，第262–264頁.
3. ↑  Cooper 1948，第48頁.
4. ↑  Geduld 1983，第185頁.
5. ↑  Cooper 1948，第56頁.
6. ↑  Danahay & Chisholm 2011，loc 500.
7. 1 2  Danahay & Chisholm 2011，loc 561.
8. 1 2  Danahay & Chisholm 2011，loc 565–576.
9. ↑  Danahay & Chisholm 2011，loc 783–786.
10. ↑  Rose 1996，第51頁.
11. ↑  Geduld 1983，第193, 215頁.
12. ↑  Winter 1910b，第262頁.
13. 1 2  Sullivan 1917，第242頁.
14. ↑  Danahay & Chisholm 2011，loc 5322.
15. ↑  Gossip of the Week.
16. ↑  Winter 1910b，第263頁.
17. ↑  Wilstach 1908，第153頁.
18. ↑  Theatrical Gossip.
19. ↑  Winter 1910b，第264頁.
20. ↑  Ellis 2005，第402頁.
21. ↑  Danahay & Chisholm 2011，loc 6005.
22. 1 2 3  Danahay & Chisholm 2011，loc 611–634.
23. ↑  Danahay & Chisholm 2011，loc 111.
24. ↑  Danahay & Chisholm 2011，loc 5904.
25. ↑  Danahay & Chisholm 2011，loc 6124.
26. 1 2  Steinmeyer 2013，第141頁.
27. ↑  Winter 1910，第96頁.
28. ↑  Winter 1910，第95頁.
29. ↑  Steinmeyer 2013，第150頁.
30. ↑  Winter 1910，第91頁.
31. ↑  Danahay & Chisholm 2011，loc 195–231.
32. ↑  Curtis 2001，第78頁.
33. ↑  Danahay & Chisholm 2011，loc 9039.
34. ↑  Steinmeyer 2013，第148頁.
35. ↑  Danahay & Chisholm 2011，loc 1163.
36. 1 2  Danahay & Chisholm 2011，loc 635.
37. ↑  Danahay & Chisholm 2011，loc 249–254.
38. ↑  Winter 1910b，第265–266頁.
39. ↑  Danahay & Chisholm 2011，loc 648.
40. ↑  Danahay & Chisholm 2011，loc 9294.
41. ↑  Danahay & Chisholm 2011，loc 254.
42. ↑  Winter 1910，第154–155頁.
43. ↑  Wilstach 1908，第426–427頁.
44. ↑  Winter 1910b，第297–298頁.
45. ↑  Hamilton 1916，第531頁.
46. ↑  Danahay & Chisholm 2011，loc 9305–9330.
47. ↑  Geduld 1983，第215–216頁.
48. ↑  Miller 2005，第44–47頁.
49. ↑  Miller 2005，第29頁.
50. ↑  Rose 1996，第37頁.
51. ↑  Danahay & Chisholm 2011，592.
52. ↑  Gossip about Plays and Actors.
53. ↑  Wilstach 1908，第144–148頁.
54. 1 2  Boston Post.
55. ↑  Rose 1996，第49頁.
56. ↑  Mr. Mansfield's Art.
57. ↑  Rose 1996，第50–51頁.
58. 1 2 3  Twitchell 1985，第241–242頁.
59. 1 2  Rose 1996，第45–49頁.
60. ↑  Rose 1996，第30–31頁.
61. ↑  Rose 1996，第51–52, 54–56頁.
62. ↑  Rose 1996，第35頁.
63. ↑  Danahay & Chisholm 2011，loc 2704.
64. ↑  Rose 1996，第57–58頁.
65. ↑  Rose 1996，第52–53頁.
66. ↑  Rose 1996，第38–39頁.
67. ↑  Linehan 2003，第86–87頁.
68. ↑  Linehan 2003，第91–92頁.
69. ↑  Miller 2005，第26頁.
70. ↑  Linehan 2003，第89–90頁.
71. ↑  The Cambridge Tribune.
72. ↑  Winter 1910，第68頁.
73. ↑  Amusements: Mr. Mansfield.
74. ↑  The Drama-Music.
75. ↑  Life-18870922.
76. ↑  Danahay & Chisholm 2011，loc 5553–5581.
77. ↑  Danahay & Chisholm 2011，loc 5582–5687.
78. ↑  The Saturday Review.
79. ↑  Geduld 1983，第166–167頁.
80. ↑  Danahay & Chisholm 2011，loc 785–808.
81. ↑  Danahay & Chisholm 2011，loc 690.
82. ↑  Danahay & Chisholm 2011，loc 700–740.
83. ↑  Miller 2005，第38頁.
84. ↑  Miller 2005，第192頁.
85. ↑  Weber 2015，第216–217頁.
86. 1 2  Nollen 1994，第168頁.
87. 1 2  Wright 1986，第44頁.
88. ↑  King 1997，第9頁.
89. ↑  Famous Monsters of Filmland.
90. ↑  Nollen 1994，第174–178頁.
91. ↑  Twitchell 1985，第246–247頁.
92. ↑  Semenza & Hasenfratz 2015，第104頁.
93. ↑  Meehan 2010，第37頁.
94. ↑  Twitchell 1985，第247–248頁.
95. ↑  The 5th Academy Awards.
96. ↑  Meehan 2010，第127頁.
97. ↑  The 14th Academy Awards.
98. ↑  Meikle 2009，第87–88頁.
99. ↑  Miller 2005，第35–43頁.
100. ↑  Twitchell 1985，第252–253頁.
101. ↑  Weber 2015，第15頁.